# Cosmas Ndeti
Cosmas Ndeti (* 24. November 1971) ist ein kenianischer Marathonläufer.
Er wurde berühmt, als er von 1993 bis 1995 dreimal hintereinander den Boston-Marathon gewann, 1994 mit dem Streckenrekord von 2:07:15, der erst zwölf Jahre später durch Robert Kipkoech Cheruiyot um eine Sekunde verbessert werden sollte.